# André Lefèvre (1717-1768)
Pour les articles homonymes, voir André Lefèvre (homonymie) et Lefèvre.
André Lefèvre, né à Troyes le 4 mai 1718 et mort le 25 février 1768 à Paris, est un juriste et homme de lettres français.
Lefèvre se fit recevoir avocat, cultiva la poésie et les lettres, puis donna, pour vivre, des leçons particulières.
Cet homme d’une droiture et d’une vertu tout à fait stoïciennes s’est peint lui-même dans l’article « gouverneur » qu’il a donné, avec « faiblesse », « folie » et « gouvernante », à l’Encyclopédie.
On cite de lui les Mémoires de l’Académie des sciences de Troyes en Champagne (Liège, 1744). On lui attribue le Pot-Pourri (1748) et Dialogue entre un curé et son filleul (1767).

## Sources
- Pierre Larousse, Grand Dictionnaire universel du XIXe siècle, vol. 10, Paris, Administration du grand Dictionnaire universel, p. 1477.